# Il matrimonio di Betsy
Il matrimonio di Betsy (Betsy's Wedding) è un film del 1990 scritto, diretto e interpretato da Alan Alda, con Madeline Kahn, Burt Young e Joe Pesci.

## Trama
Eddie Hopper è un imprenditore edile di Long Island, New York, con due figlie adulte, una delle quali, Betsy, sta per sposarsi.
Volendo impressionare i parenti del futuro genero, ben più benestanti degli Hopper, Eddie decide di organizzare un matrimonio sontuoso, con grande apprensione della moglie Lola, preoccupata per i soldi, e dovendo affrontare i consigli insistenti dell'intera famiglia, incluso il fantasma del padre.
Oltre a ciò, la costruzione di una nuova casa, già avviata, va a sommarsi ai problemi finanziari ed emotivi di Eddie, che in preda alla disperazione finisce col rivolgersi al cognato Oscar, notoriamente disonesto, che lo trascina in affari loschi con alcuni strozzini. Un ragazzo di nome Stevie Dee viene quindi inviato a tenerlo d'occhio, ma finisce con l'invaghirsi di Connie, l'altra figlia di Eddie, di mestiere poliziotto.
Alla fine, Eddie riesce a organizzare la cerimonia sontuosa che desiderava, ma una pioggia torrenziale si scatena proprio il giorno del matrimonio.

## Produzione
La trama del film è stata ispirata al matrimonio della figlia minore di Alan Alda.

## Critica
Il matrimonio di Betsy ha ricevuto recensioni contrastanti da parte della critica, il sito web Rotten Tomatoes gli ha assegnato un punteggio del 50%. Recensioni del film inclusdono commenti come "threadbare concoction" (intruglio logoro), "narcissism flourishing like ragweed" (un narcisismo fiorente come l'ambrosia) e "untuoso" .
È stato nominato per due Razzie Awards: Peggior Attrice per Molly Ringwald (vinto da Bo Derek in "I fantasmi non possono farlo") e Peggior attrice non protagonista per Ally Sheedy (vinto da Sofia Coppola in "Il padrino - Parte III").
Il matrimonio di Betsy è stato citato come lancio della carriera cinematografica di Anthony LaPaglia.